# Aripša
Aripša ist der hethitische Name einer vermutlich an der Küste des Schwarzen Meeres gelegenen, spätbronzezeitlichen befestigten Siedlung im nordöstlichen Anatolien, die zu Azzi gehörte. Ihre genaue Lage ist unsicher.
Aripša wurde im 10. Jahr der Regierung des hethitischen Großkönigs Muršili II. (ca. 1312 v. Chr.) im Rahmen eines Feldzugs gegen Azzi durch hethitische Truppen erobert und geplündert. Die Bevölkerung flüchtete sich bei Herannahen des hethitischen Heers ins nahegelegene Gebirge, die zurückgebliebenen Truppen von Azzi verteidigten Aripša, konnten dessen Einnahme aber nicht verhindern. Die Verteidiger wurden als „Kriegsbeute“ ins hethitische Kernland verschleppt, ebenso erbeutete Rinder, Schafe und andere Güter.
Aufgrund der Angaben in den Zehnjahresannalen Muršilis wurde versucht, Aripša zu lokalisieren. Es heißt dort, die Siedlung liege im Wasser, was eine Lage auf einer Halbinsel nahelegt. Emil Forrer suchte die Stadt 1931 am Vansee. Nach heutigen Erkenntnissen wäre dies aber zu weit östlich, vor allem wenn man die Angaben zu Lagen anderer Siedlungen Azzis relativ zu Aripša berücksichtigt. Garstang und Gurney dagegen vermuteten eine Halbinsel am Schwarzen Meer und identifizierten Aripša aufgrund der Angaben Muršilis zu seinen Feldzügen mit dem heutigen Giresun. Diese Lokalisierung hält auch Charles Burney für möglich, sie sei jedoch unsicher und nicht beweisbar. Gegen eine Lokalisierung am Schwarzen Meer spricht sich jedoch Massimo Forlanini aus, da es Muršili und seinen Truppen nicht möglich gewesen sei, das Pontische Gebirge zu überwinden oder aber – wenn doch – dessen Überquerung von ihm ausführlicher geschildert worden wäre. Stattdessen verortet Forlanini Aripša in der Ebene von Erzincan, wo sich in hethitischer Zeit ein großer See befunden haben könnte, der im Laufe der Zeit durch Ablagerungen des Euphrats verlandete.